# (1828) Каширина
(1828) Каширина — астероид главного пояса, который был открыт 14 августа 1966 года советским астрономом Людмилой Черных в Крымской астрофизической обсерватории. Назван в честь Валентина Семёновича Каширина, врача из Симферополя.
Период вращения этого астероида вокруг Солнца равняется 5,36 земного года. 